# Bosque mediterráneo del suroeste de la península ibérica
El bosque mediterráneo del sudoeste de la península ibérica es una ecorregión de la ecozona paleártica, definida por WWF, que se extiende, como su nombre indica, por el suroeste de la península ibérica.

## Descripción
Es una ecorregión de bosque mediterráneo que ocupa 71 100 kilómetros cuadrados en Extremadura, cuyo mayor exponente es el Parque nacional de Monfragüe, o el oeste de Andalucía (España) y el centro-oeste, suroeste y sur de Portugal.

## Flora
La ecorregión se caracteriza por los montes abiertos semi-naturales llamados dehesas en España y montados en Portugal.
Son representativos árboles como las encinas y los alcornoques y especies arbustivas como Quercus coccifera, Laurus nobilis,  Arbutus unedo, Erica arborea, Ilex aquifolium, Phillyrea latifolia,  Phillyrea angustifolia, Viburnum tinus, 
Cytisus villosus, y Myrtus communis con unas representativas lianas 
Lonicera periclymenum hispanica, Smilax aspera, Rubia peregrina var. longifolia,  y Hedera helix.

## Fauna
La ecorregión es el hábitat del felino más amenazado del planeta "el lince ibérico" (Lynx pardinus), de los que quedan menos de 300 ejemplares. También están presentes otras especies amenazadas como el águila imperial ibérica (Aquila adalberti), el buitre negro (Aegypius monachus) o la cigüeña negra (Ciconia nigra).

## Estado de conservación
En peligro crítico. Las principales amenazas son el turismo, la urbanización y la construcción de carreteras.